# Европски дан борбе против трговине људима
Европски дан борбе против трговине људима обележава се 18. октобра. Обележавање је почело 2007. године.

## Значење појма
Трговина људима значи врбовање, трансфер, превоз, смештај или прихват лица, употребом претње или употребом силе, у сврху експлоатације.

## Историја
У најранијој историји познати су трагови ропства, експлоатације најнижих слојева и криминала. Жеља владара за лагоднијим животом, довела је до настанка ропства које је познато још од античких, варварских и робовласничких друштава. Робови су сматрани стварју, оруђем које „говори“. Даље се развијало патријархално ропство и феудална и капиталистичка експлоатација. У српској средњовековној држави такође су постојали проблеми као што су ропство, трговина робовима, купопродаја и ослобађање истих који се помињу још у Законику цара Стефана и далматинским градским статутима XV века. Неки од облика експлоатације и трговине лицима у идентичном облику јављају се и данас. Највећу експанзију трговина лицима добија деведесетих година 20. века.

## Међународни нормативноправни оквир и правне тековине Европске уније
Најважнији међународни нормативноправни акт који се односи на борбу против трговине људима је Конвенција УН против транснационалног организованог криминала са допунским протоколима од којих се први односи на трговину људима. Конвенција има за циљ унапређење међународне сарадње ради откривања, спречавања и борбе против транснационалног организованог криминала. Протокол за превенцију, сузбијање и кажњавање трговине људима, нарочито женама и децом у члану 3. дефинише појам трговине људима, одређујући радњу, средство и циљ трговине људима. Протоколом се од националних законодаваца захтева да инкриминишу трговину људима и када ово кривично дело није транснационалне природе, као и без обзира на то да ли је починилац организована криминална група или није. 
Протоколом су прописане и мере заштите жртве трговине људима, које подразумевају њен психофизички и социјални опоравак - лекарску, психолошку помоћ, образовање и обуку, као и право на остварење накнаде штете. Од држава уговорница се захтева да обезбеде обуку запослених органа укључених у спречавање трговине људима, која је усмерена на превенцију, гоњење извршилаца и заштиту жртава. Најзад, државни органи различитих држава уговорница обавезни су да размењују информације о путним исправама, средствима, методама и путевима које користе организоване криминалне групе приликом трговине људима, како би се успоставила и побољшала међународна сарадња у супростављању овом озбиљном кривичном делу међународних размера. Конвенција Савет Европе за борбу против трговине људима, усвојена 2005. године, даје опсежан и целовит правни оквир који обухвата превенцију, сарадњу између различитих чинилаца, заштиту и помагање жртвама, као и обавезу да се трговина људима криминализује. Конвенцијом се гарантује заштита и помоћ жртвама и сведоцима трговине људима, а од држава чланица захтева се да обезбеде ефикасну истрагу и процесуирање починилаца. Ковенција такође наглашава потребу јаке сарадње између различитих државних органа у поступку процесуирања починилаца кривичног дела трговине људима, као и неопходност укључивања других релевантних организација за пружање подршке жртвама трговине људима. Ову конвенцију ратификовало је 12 држава чланица Европске уније, а још 13 држава ју је потписало и пролази кроз процес ратификације.

## Нормативни оквир за борбу против трговине људима Републике Србије
Усаглашавање домаћег законодавства са међународним правним оквиром у вези са трговином људима започето је 2001. године, када је донет Закон о потврђивању Конвенције УН против транснационалног организованог криминала са допунским протоколима од којих се први односи на трговину људима. Национални координатор за борбу против трговине људима именован је 2002. и формиран је први пут Републички тим за борбу против трговине људима. Законом о изменама и допунама Кривичног законика из 2009. године проширено је биће овог кривичног дела, чиме је инкриминација овог кривичног дела у потпуности усаглашена са Конвенцијом Савета Европе и новом директивом Европске уније. Биће кривичног дела проширено је уношењем одреднице да пристанак лица на експлоатацију не искључује противправност. Изменама и допунама такође је пооштрена и казнена политика, која, међутим, и даље није у потпуности у складу са европским стандардима.

## Статистике трговине људима у европским земљама
Подаци које је објавила Европска комисија показују да у Европској унији у 2014. и 2015. години регистровано 15846 жртава трговине људима, а најмање 15 одсто од њих су деца. По земљама статистика је:
- Холандија 1561 жртва;
- Велика Британија 1358 жртава;
- Румунија 757 жртава;
- Француска 710 жртава;
- Немачка 583 жртве;
- Бугарска 491 жртва;
- Италија 424 жртве;
- Пољска 355 жртава;
- Мађарска 283 жртве;
- Португал 161 жртва.

### Статистика трговине људима у Републици Србији
Према подацима Службе за координацију заштите жртава трговине људима статистика трговине људима у Србији је следећа:
- 2005. године 53 идентификоване жртве;
- 2006. године 56 идентификованих жртава;
- 2007. године 60 идентификованих жртава;
- 2008. године 55 идентификованих жртава;
- 2009. године 127 идентификованих жртава;
- 2010. године 89 идентификованих жртава;
- 2011. године 88 идентификованих жртава;
- 2012. године 79 идентификованих жртава.[4]